# 자오이샹
자오이샹(중국어 정체자: 趙怡翔, 병음: Zhào Yíxiáng, 한자음: 조이상,  1988년 7월 31일~)은 중화민국의 정치인으로 제14대 타이베이시의회의원이다. 